# Nits István
Nits István, Szepesi Nits (Berettyószéplak, 1905. október 22. – Nagyszalonta, 1975. április 24.)  erdélyi magyar református lelkész és költő.

## Életútja
Középiskoláit a zilahi Wesselényi Kollégiumban végezte (1925), majd a kolozsvári Református Teológián szerzett lelkészi képesítést (1931). Aradon helyettes lelkész (1931–34); újszentesi szolgálata után a temesvári Újkissoda negyedben (1934–49), majd Lugoson (1949–54), Nagyszalontán (1954–60), Kémeren (1960–61) és Élesden (1961–1968) lelkész. Az Arany János Társaság és a Károli Gáspár Irodalmi Társaság tagja.
Első versét a Pásztortűz közölte (1934). Költeményei, cikkei, tanulmányai, recenziói a Temesvári Hírlap, Déli Hírlap, Református Lelkipásztor, Ifjú Erdély, Magyar Nép, Havi Szemle, Kálvinista Világ, Református Jövő, Új Cimbora, Szalontai Újság hasábjain jelentek meg. A Târgu Jiu-i fogolytáborban 1944/45-ben Sippantó címmel kézírásos lapot szerkesztett. Szerepel a nagyenyedi Romániai magyar írók antológiájában (1943) és a Bánsági magyar írók antológiájában (Temesvár, 1946). Az MNSZ bánsági népnaptára 1947-ben a Dózsa György emlékét idéző Testvériség-ige, 1948-ban Szegények éjjele c. költeményét közölte. Tevékeny szerepe volt a háborút követő években a gyermeksegély és a hadifoglyok ellátása terén.
Első kötetei Nib István J.[akab] névvel jelentek meg; a Szepesi Nits István nevet 1942-től használja.

## Főbb munkái
- Hangszóró (beszédek, írások, Nagyszalonta, 1934)
- Anyás versek. Anyáknapi ajándék; Tip. Gaál, Nagyszalonta, 1935
- Néplelkész (Temesvár, 1946)
- Igei forradalmiság (Temesvár, 1947)
- Gyermekverses evangéliom (Temesvár, 1947)
- Engedjétek hozzá! (Temesvár, 1948)